# Erysiphe helichrysi
Erysiphe helichrysi är en svampart som beskrevs av U. Braun 1987. Erysiphe helichrysi ingår i släktet Erysiphe och familjen Erysiphaceae.   Inga underarter finns listade i Catalogue of Life.